# Tinibeg
Tinibeg ou Tini Beg († 1342), fut brièvement Khan de la Horde d'or de 1341 à sa mort.

## Biographie
Fils aîné du Khan Özbeg, il participe aux côtés de son père à des expéditions dans le Caucase avant de lui succéder à la tête de la Horde. Son règne ne dure pas : Tinibeg meurt quelques mois après son accession au pouvoir lors d'une expédition menée contre le khanat de Djaghataï, vraisemblablement assassiné par son frère Djanibeg qui s'empare du pouvoir.
Lors de son court règne, un certain Qutb traduisit en langue turque le poète persan Nizami, traduction qu'il dédia à Tinibeg.

### Famille
On lui connait deux épouses :
- Jamila Malika Khatun[1]
- Anushirwan Khatun (épouser en 1330/1) — fille de Shaikh Ali Jalayir, le frère de Hasan Buzurg[2]